# Saint-Germain (Alt Saona)
Saint-Germain és un municipi francès situat al departament de l'Alt Saona i a la regió de Borgonya - Franc Comtat. L'any 2007 tenia 1.298 habitants.

## Demografia

### Població
El 2007 la població de fet de Saint-Germain era de 1.298 persones. Hi havia 524 famílies, de les quals 135 eren unipersonals (60 homes vivint sols i 75 dones vivint soles), 186 parelles sense fills, 171 parelles amb fills i 32 famílies monoparentals amb fills.
La població ha evolucionat segons el següent gràfic:
Habitants censats

### Habitatges
El 2007 hi havia 604 habitatges, 541 eren l'habitatge principal de la família, 20 eren segones residències i 43 estaven desocupats. 545 eren cases i 49 eren apartaments. Dels 541 habitatges principals, 417 estaven ocupats pels seus propietaris, 110 estaven llogats i ocupats pels llogaters i 14 estaven cedits a títol gratuït; 1 tenia una cambra, 21 en tenien dues, 51 en tenien tres, 180 en tenien quatre i 289 en tenien cinc o més. 467 habitatges disposaven pel capbaix d'una plaça de pàrquing. A 218 habitatges hi havia un automòbil i a 274 n'hi havia dos o més.

### Piràmide de població
La piràmide de població per edats i sexe el 2009 era:
| Homes | Edats   | Dones |
| ----- | ------- | ----- |
| 0     | 95 o +  | 0     |
| 0     | 90 a 94 | 4     |
| 0     | 85 a 89 | 16    |
| 16    | 80 a 84 | 8     |
| 12    | 75 a 79 | 20    |
| 28    | 70 a 74 | 24    |
| 44    | 65 a 69 | 48    |
| 32    | 60 a 64 | 36    |
| 40    | 55 a 59 | 32    |
| 40    | 50 a 54 | 16    |
| 52    | 45 a 49 | 64    |
| 52    | 40 a 44 | 60    |
| 52    | 35 a 39 | 52    |
| 24    | 30 a 34 | 24    |
| 16    | 25 a 29 | 24    |
| 28    | 20 a 24 | 24    |
| 36    | 15 a 19 | 52    |
| 44    | 10 a 14 | 28    |
| 32    | 5 a 9   | 48    |
| 20    | 0 a 4   | 32    |

## Economia
El 2007 la població en edat de treballar era de 836 persones, 591 eren actives i 245 eren inactives. De les 591 persones actives 540 estaven ocupades (304 homes i 236 dones) i 52 estaven aturades (21 homes i 31 dones). De les 245 persones inactives 91 estaven jubilades, 46 estaven estudiant i 108 estaven classificades com a «altres inactius».

### Ingressos
El 2009 a Saint-Germain hi havia 535 unitats fiscals que integraven 1.290,5 persones, la mediana anual d'ingressos fiscals per persona era de 18.025 €.

### Activitats econòmiques
Dels 42 establiments que hi havia el 2007, 2 eren d'empreses extractives, 3 d'empreses alimentàries, 3 d'empreses de fabricació d'altres productes industrials, 10 d'empreses de construcció, 10 d'empreses de comerç i reparació d'automòbils, 2 d'empreses de transport, 1 d'una empresa d'hostatgeria i restauració, 1 d'una empresa d'informació i comunicació, 1 d'una empresa financera, 3 d'empreses de serveis, 4 d'entitats de l'administració pública i 2 d'empreses classificades com a «altres activitats de serveis».
Dels 16 establiments de servei als particulars que hi havia el 2009, 1 era una oficina de correu, 2 tallers de reparació d'automòbils i de material agrícola, 1 taller d'inspecció tècnica de vehicles, 3 paletes, 1 guixaire pintor, 1 fusteria, 1 lampisteria, 1 electricista, 1 empresa de construcció, 2 perruqueries, 1 restaurant i 1 agència immobiliària.
Dels 4 establiments comercials que hi havia el 2009, 2 eren fleques, 1 una fleca i 1 una botiga de mobles.
L'any 2000 a Saint-Germain hi havia 11 explotacions agrícoles que ocupaven un total de 99 hectàrees.

## Equipaments sanitaris i escolars
L'únic equipament sanitari que hi havia el 2009 era una farmàcia.
El 2009 hi havia una escola elemental.

## Poblacions més properes
El següent diagrama mostra les poblacions més properes.